# Universidad del Verbo Encarnado
La Universidad del Verbo Encarnado (University of the Incarnate Word en idioma inglés), es una universidad privada, católica, de la Congregación de las Hermanas de la Caridad del Verbo Encarnado, ubicada en San Antonio (Texas), Estados Unidos de América.

## Historia
Fue fundada en 1881 por las Hermanas de la Caridad del Verbo Encarnado, que habían llegado a San Antonio en 1869 para asistir a los enfermos de una epidemia de cólera. Fue una universidad solamente para mujeres hasta 1970, cuando se convirtió en coeducacional.  

## Centros docentes
Consta de las siguientes facultades y escuelas:
- Rosenberg School of Optometry
- School of Pharmacy
- Math, Science, & Engineering Center
- Dreeben School of Education
- H-E-B School of Business & Administration
- Faye Miller Nursing & Health Professions School
- School of Physical Therapy
- School of Interactive Media & Design
- School of Graduate Studies and Research
- School of Extended Studies & ADCAP
- School of nutrition
- College of Humanities, Arts, & Social Sciences

## Campus Incarnate Word

### En México
- Centro Universitario Incarnate Word (Campus Ciudad de México)
- Universidad Incarnate Word Campus Bajío, Irapuato

### En Alemania
- European Study Center Heidelberg, Alemania

### En Francia
- European Study Center Strasbourg, Francia

## Deportes
Incarnate Word Cardinals es el nombre de los equipos deportivos de la Universidad del Verbo Encarnado, situada en San Antonio, Texas. Los equipos de los Cardinals participan en las competiciones universitarias organizadas por la NCAA, y forman parte de la Southland Conference desde 2013. Compite en la Southland Conference de la División I de la NCAA.